# Hadriacus Palus
L'Hadriacus Palus è una struttura geologica della superficie di Marte.